# مانوئل چورنس
مانوئل چورنس (اسپانیایی: Manuel Chorens‎؛ زادهٔ ۲۲ ژانویهٔ ۱۹۱۶ - درگذشته نامشخص) بازیکن فوتبال اهل کوبا بود.
وی همچنین در تیم ملی فوتبال کوبا بازی کرده‌است.